# (32949) 1996 AR3
1996 AR3 (asteroide 32949) é um asteroide da cintura principal. Possui uma excentricidade de 0.16314030 e uma inclinação de 2.48034º.
Este asteroide foi descoberto no dia 14 de janeiro de 1996 por AMOS em Haleakala.